# Jiří Baumruk
Jiří Baumruk (27 de junio de 1930, Praga, Checoslovaquia - 23 de noviembre de 1989) fue un jugador checo de baloncesto. Consiguió 4 medallas en competiciones internacionales con Checoslovaquia.

## Trayectoria deportiva
Jugador
- 1950-1951 BC Sparta Praha  República Checa
- 1952-1953 Slavia Praha  República Checa
- 1953-1954 Ekonom Praha  República Checa
- 1954-1964 BC Sparta Praha  República Checa
- 1965-1966 Tatran Praha  República Checa

Entrenador
- 1964-1965 BC Sparta Praha - femeninas  República Checa
- 1965-1966 Tatran Praha  República Checa
- 1966-1968 Slavia Praha  República Checa
- 1969-1971 Candy Brugherio  Italia
- 1971-1979 BC Sparta Praha  República Checa